# Wuqi (Taichung)
Wuqi (chinesisch 梧棲區, Pinyin Wúqī qū, taiwanisch: Gô͘-chhe-khu) ist ein Bezirk der regierungsunmittelbaren Stadt Taichung in der Republik China (Taiwan). Hier befindet sich der Hafen Taichung, Taiwans zweitgrößter Hafen.

## Lage und Beschreibung

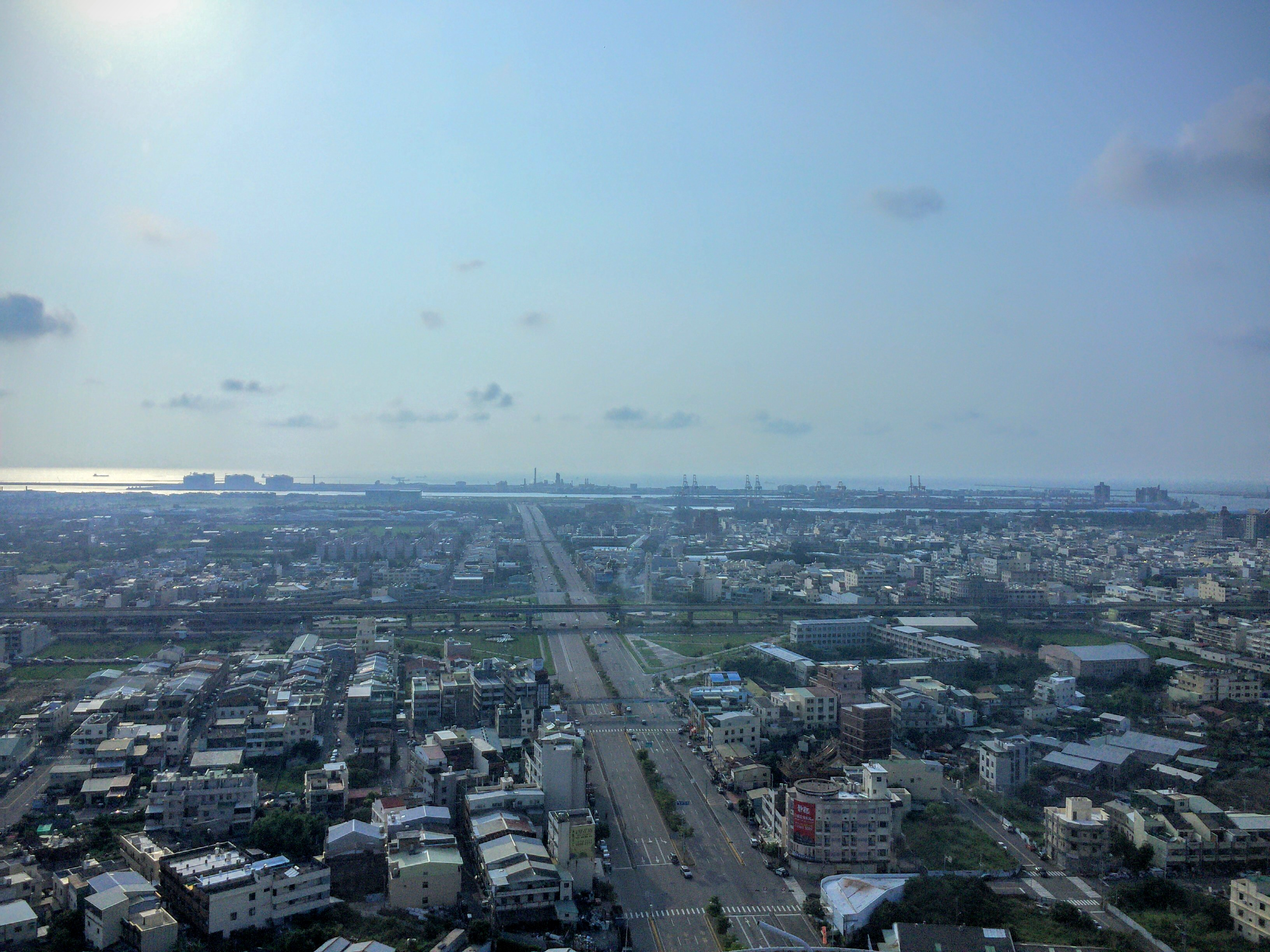
Blick über Wuqi zur Küste hin

Wuqi liegt im Westen der Stadt Taichung an der Küste der Taiwanstraße und hat grob die Form eines Quadrats. Seine Nachbarbezirke sind im Norden Qingshui, im Osten Shalu und im Süden Longjing. Im Westen grenzt Wuqi mit dem Hafen Taichung ans Meer. Das Gelände ist flach und weist bis auf einige Bewässerungskanäle keine Wasserläufe auf. Das Klima ist subtropisch und vom Monsun geprägt.
Wuqi ist in 14 Viertel unterteilt. Lange Zeit ländlich geprägt, änderte sich das Gesicht des Bezirks seit seiner Eingliederung in den Landkreis Taichung 1950, da sich infolge der Nähe zum Hafen Industrie ansiedelte. Die Bevölkerung wuchs seitdem stetig und die Einwohnerzahl verdoppelte sich zwischen 1976 (etwa 30.000) und 2021 (über 59.000) ungefähr.

## Geschichte

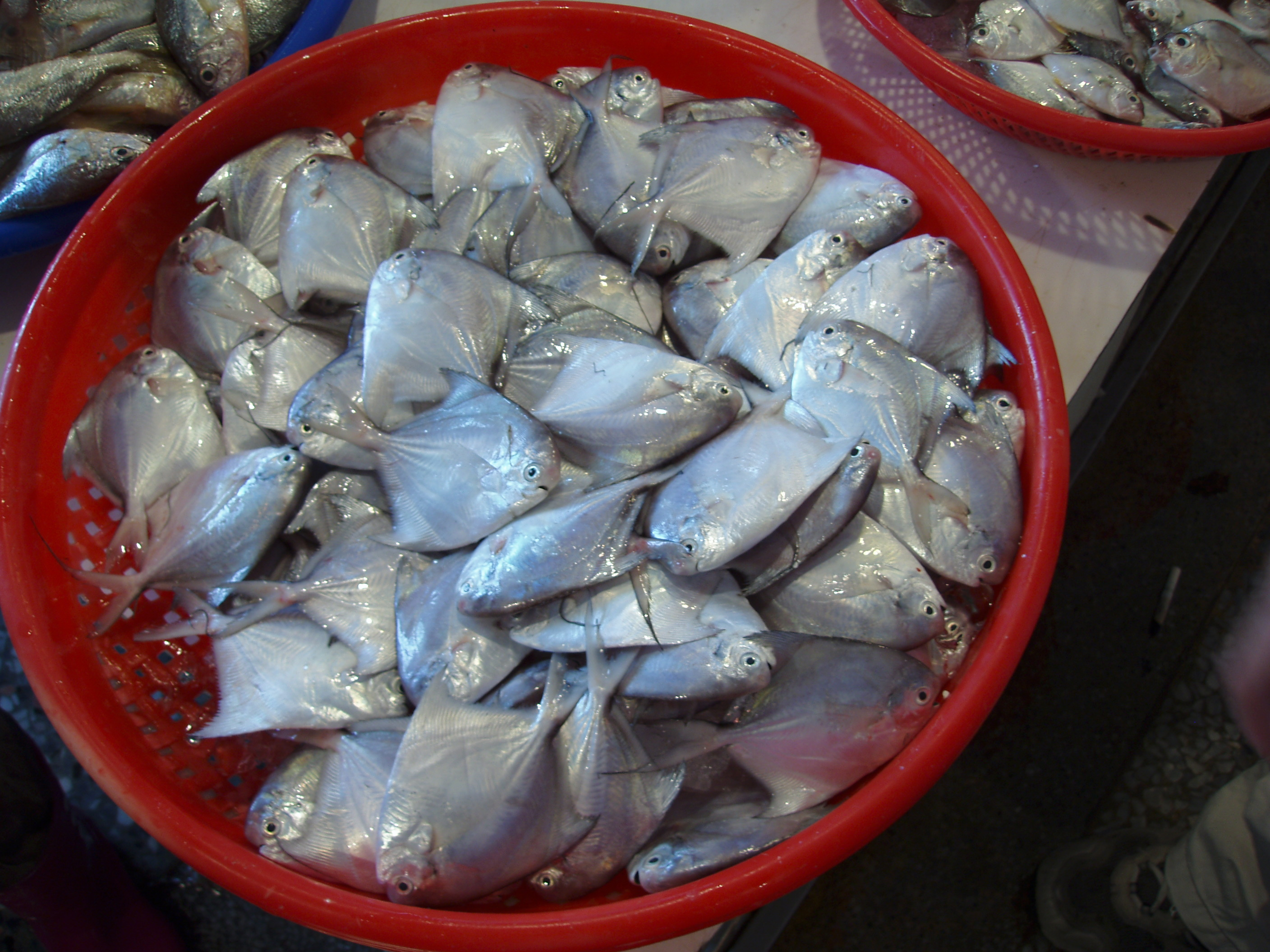
Fische auf dem Fischmarkt von Wuqi

Wie archäologische Funde zeigten, war die Gegend des heutigen Wuqi schon in der Steinzeit besiedelt. Später lebte hier das taiwanische Ureinwohnervolk der Papora, das ab Ende des 17. Jahrhunderts von chinesischen Einwanderern verdrängt bzw. sinisiert wurde. 
Die Siedler nannten das Gebiet Wuchagang (五汊港, „Hafen bei den fünf Flussarmen“). Hier entwickelten sich Landwirtschaft, Fischerei und Viehzucht. Um dem Ort eine ähnlich lautende, aber poetischere Bezeichnung zu geben, änderten die Behörden den Namen Wuchagang im Jahr 1891 zu Wuqi (梧棲, „Nest im Phönixbaum“).
Zur Zeit der japanischen Herrschaft über Taiwan erfuhr der Fischer- und Handelshafen von Wuqi einen Aufschwung. Von hier wurden Reis, Bananen und Ramiefasern ins Ausland exportiert. Nach dem Zweiten Weltkrieg wurde Wuqi 1950 zunächst in den neugegründeten Landkreis Taichung eingegliedert und bei dessen Vereinigung mit der Stadt Taichung im Jahr 2010 ein Bezirk dieser Stadt.

## Verkehr und Wirtschaft

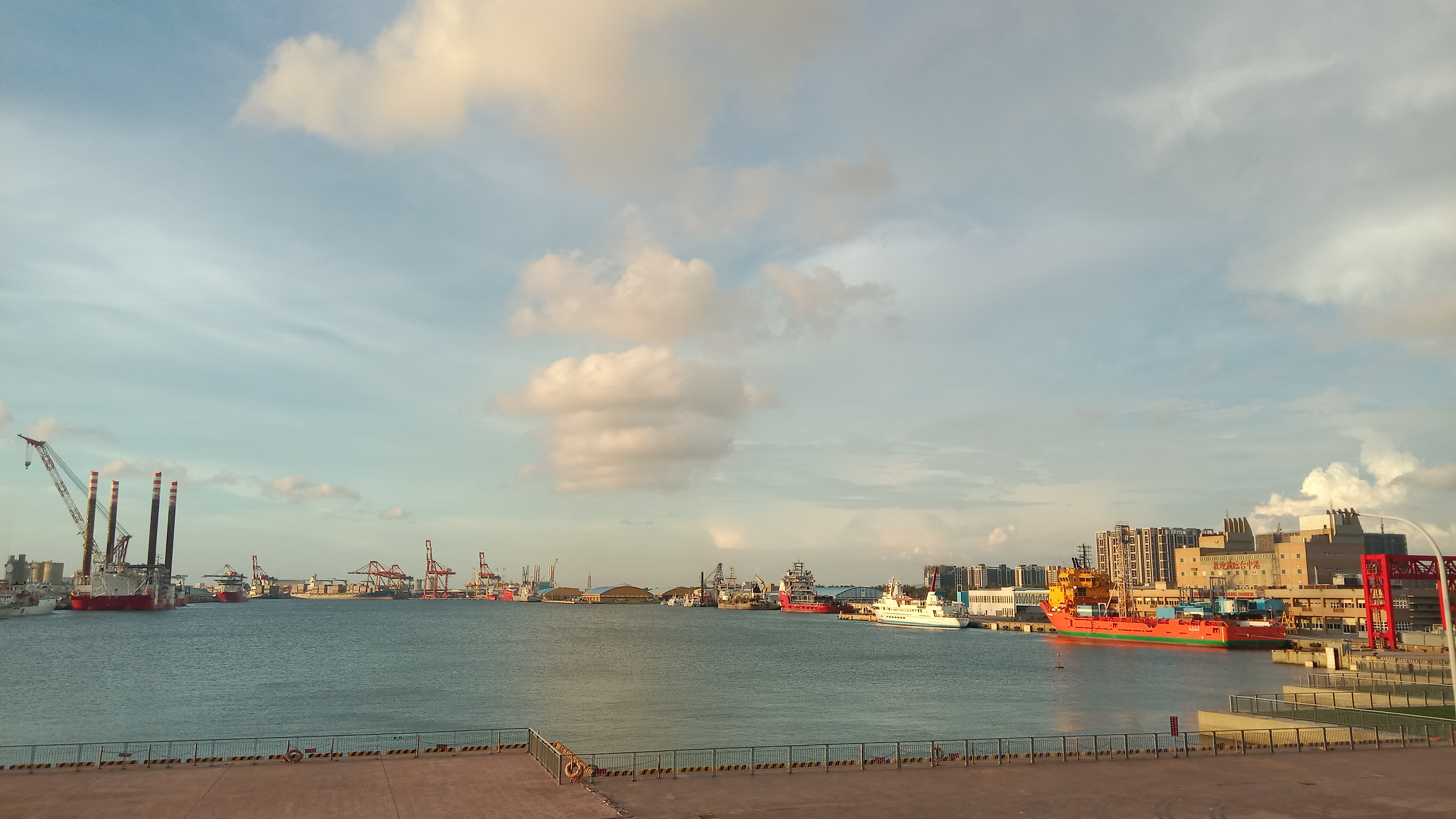
Hafen Taichung

Wuqi wird von den Provinzstraßen 1 und 17 und der Provinz-Schnellstraße 61 von Nord nach Süd durchquert. Von West nach Ost verläuft die Provinzstraße 12 durch den Bezirk. In Wuqi verkehren einige Buslinien, aber es gibt keinen Schienenverkehr. Vom Hafen Taichung aus gibt es regelmäßige Schiffsverbindungen nach Penghu und nach Xiamen und Pingtan in der Volksrepublik China.
Traditionell spielen in Wuqi Fischerei und Landwirtschaft eine wichtige Rolle. Zu den landwirtschaftlichen Produkten zählen Reis, Weizen, Süßkartoffeln und Sojabohnen. Das früher stark vertretene Zuckerrohr wird heute kaum mehr angebaut.
Der zu Wuqi gehörende Hafen Taichung (臺中港) wurde kontinuierlich erweitert und modernisiert, ist heute der zweitgrößte Hafen Taiwans und wird von der staatlichen Taiwan International Ports Corporation betrieben. Er umfasst einen Industrie-, einen Handels- und einen Fischereihafen, der für Besucher geöffnet ist und einen Fischmarkt beherbergt. Durch die Nähe zum Hafen hat sich in Wuqi Industrie angesiedelt, wie etwa im Taichung Harbor Related Industrial Park (台中港關連產業園區) oder im Taichung Port Technology Industrial Park (臺中港科技產業園區).
Daneben spielt in jüngerer Zeit auch Tourismus eine wachsende Rolle. In der Nähe des Hafens wurde 2018 das Einkaufszentrum Mitsui Outlet Park Taichung Port (台中港三井Outlet) des japanischen Unternehmens Mitsui Fudōsan eröffnet.

## Verwaltungsgliederung
| Gliederung von Wuqi |
|                     |

Wuqi ist in 14 Ortsteile (里, Li) unterteilt:
1 Anren (安仁里)

2 Wenhua (文化里)

3 Zhonghe (中和里)

4 Zhongzheng (中正里)
 
5 Xialiao (下寮里)

6 Dingliao (頂寮里)

7 Nanjian (南簡里)

8 Fude (福德里)

9 Dazhuang (大庄里)

10 Dacun (大村里)

11 Xingnong (興農里)

12 Yongning (永寧里)

13 Yong’an (永安里)

14 Caonan (草湳里)

## Kultur und Sehenswürdigkeiten

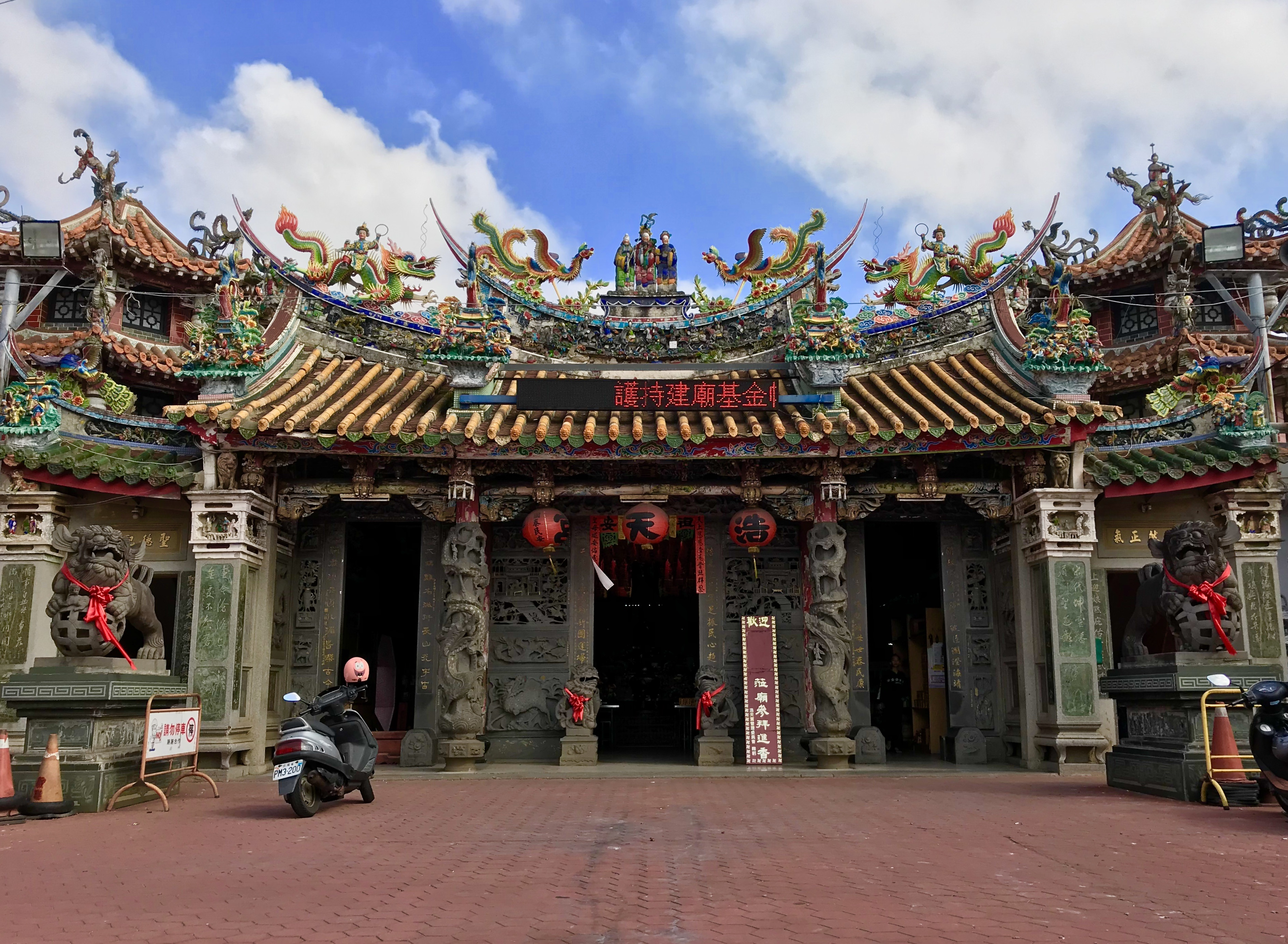
Der Haotian Gong im Ortsteil Dazhuang

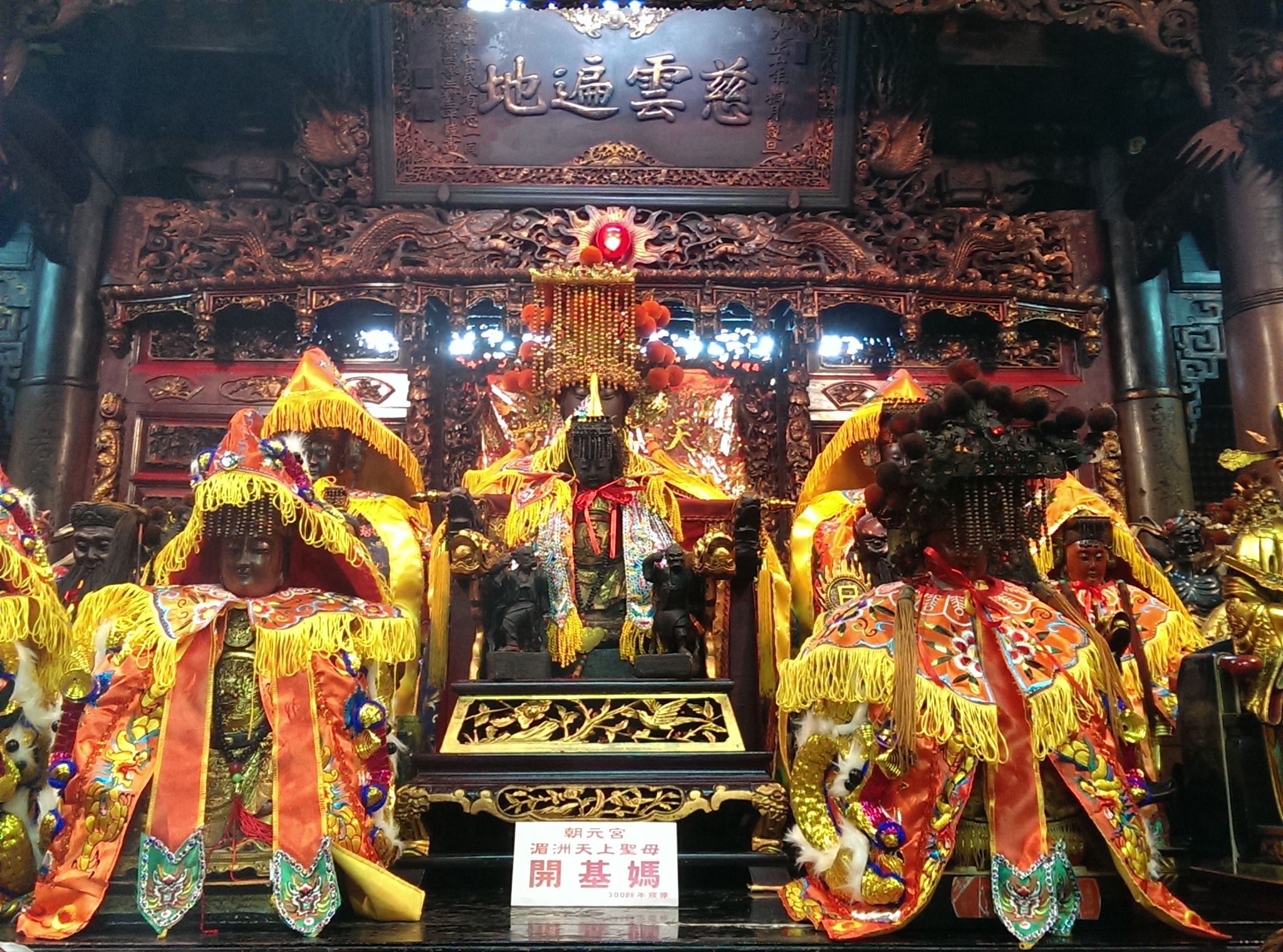
Im Chaoyuan Gong

Wuqi ist für zwei religiöse Zentren bekannt, beides Tempel der Göttin Mazu. Da ist zum einen der Haotian Gong (浩天宮) im Ortsteil Dazhuang, der 1738 von einwandernden Hakka errichtet wurde. Das Heiligtum beherbergt sieben Statuen der Göttin. Die älteste, genannt die „Dritte Mazu“ oder „Mazu von Dazhuang“, wird alle zwei Jahre in einer Sänfte auf einer Pilgerfahrt zum Chaotian-Tempel in Beigang (Yunlin), einem der bedeutendsten Mazu-Tempel Taiwans, gebracht. Jeweils im Jahr darauf begibt sich die Göttin dann auf einen festlichen Umzug durch 53 Ortschaften in ihrer Region.
Der zweite Mazu-Tempel ist der Chaoyuan Gong (朝元宮) im Viertel Zhonghe. Er wurde 1856 gegründet und war anders als der traditionell von den Hakka besuchte Haotian Gong eher ein Heiligtum der Bevölkerungsgruppe der Hoklo. Der Chaoyuan Gong feiert Umzüge an den Geburtstagen Mazus sowie anderen besonderen Tagen und nimmt auch an den Umzügen des Haotian Gong teil.